# برايان ماكوين
برايان ماكوين (بالإنجليزية: Brian McQueen)‏ هو لاعب كرة قدم بريطاني في مركز قلب الدفاع، ولد في 1991. لعب مع بونيس يونايتد ونادي كلايد وهاميلتون أكاديميكال.